# Грязцы (Воронежская область)
Грязцы — деревня в Эртильском районе Воронежской области.
Входит в состав Самовецкого сельского поселения.

## География
В селении имеются две улицы — Рабочая и Широкая.
С юга деревню огибает река Матреночка.

## Население
| 2000 | 2010 |
| ---- | ---- |
| 123  | ↘50  |